# Doraemon: Nobita và vùng đất lý tưởng trên bầu trời
Doraemon: Nobita và vùng đất lý tưởng trên bầu trời (Nhật: ドラえもん: のび太と 空の理想郷 Hepburn: Doraemon: Nobita to Sora no Yūtopia, n.đ. Doraemon: Nobita và Utopia trên bầu trời) là bộ phim điện ảnh thứ 42 trong loạt phim điện ảnh Doraemon. Bộ phim được đạo diễn bởi Doyama Takumi, biên kịch bởi Kosawa Ryota và sản xuất bởi Shin-Ei Animation. Phim khởi chiếu tại Nhật Bản ngày 3 tháng 3 năm 2023 và khởi chiếu tại Việt Nam vào ngày 26 tháng 5 năm 2023.

## Nội dung
Nobita được nghe Dekisugi tóm tắt về Utopia của Thomas More kể về vùng đất giả tưởng mà con người sống hạnh phúc, không phải chịu đau khổ và không có xung đột, sau giờ học, cậu nhờ Doraemon tìm giúp vùng đất lý tưởng đó nhưng bị phớt lờ. Cậu chạy ra ngọn núi sau trường nằm thẫn thờ thì có chú bọ xanh đậu lên mũi, cậu gạt ra thì nhìn thấy có thứ gì mang hình dáng của Utopia ở trên trời. Doraemon liền tra cứu các thông tin về hiện tượng này theo dòng thời gian nhờ Báo thời gian. Sau đó, nhóm bạn tập trung lại ngọn núi sau trường để bắt đầu tìm kiếm Utopia bằng Tàu bay thời gian Zeppelin qua từng thời gian được xác nhận trên. Nhóm Nobita bỏ nguyên một ngày vui chơi và tìm kiếm Utopia nhưng không có kết quả. Đêm hôm đó, Nobita nhìn thấy cái gọi là Utopia mà cậu đã thấy trước đó. Nhóm bạn cho tàu bay tiếp cận nó nhưng cả nhóm bị mây đen bao phủ rồi bị tập kích bất ngờ. Sáng hôm sau, nhóm bạn tỉnh lại, Sonya, một chú mèo máy hoàn hảo, xin lỗi nhóm bạn về cuộc tập kích đêm qua do đề phòng sự xâm nhập từ bên ngoài. Đồng thời, cậu cho nhóm bạn biết họ đang ở Paradapia, một vùng đất lý tưởng tương tự như Utopia, đúng theo sự mong muốn của Nobita. Nhờ sự nài nỉ của Nobita nên Sonya dẫn nhóm bạn đến Thánh đường, nơi ngự trị của ba vị hiền triết Sci, Poli và Culti là những người kiến tạo nên Paradapia để xin ba vị cho họ được ở lại Paradapia và được chấp thuận. Hằng ngày, trong khi Nobita, Shizuka, Jaian và Suneo đến học viện thì Doraemon hỗ trợ Sonya tuần tra toàn bộ Paradapia. Sonya tiết lộ cho Doraemon quá khứ của mình từng là chú mèo máy giúp việc bị chủ cũ đối xứ tệ bạc trước khi gặp ba vị hiền triết. Thời gian dần trôi, Shizuka, Jaian và Suneo ngày càng tiến bộ và thay đổi tính cách trong khi Nobita lại không có một chút tiến triển nào.
Một đêm nọ, Nobita phát hiện một người lạ mặt đã đột nhập vào Paradapia từ vài ngày trước. Người lạ mặt đó tiến đến Thánh đường tấn công ba vị hiền triết nhưng Sonya đến ngăn chặn kịp thời nhờ sự thông báo từ Doraemon và Nobita. Biết vị trí bị lộ do phát hiện bộ đàm của người đó nên cả ba hiền triết cho di chuyển Paradapia qua thời-không gian khác ngay lập tức. Người lạ đó bị biến hành chú bọ đi theo Doraemon và Nobita trở lại nhà cư trú rồi được Hanna, cô bé học cùng lớp học viện với Nobita, giật lấy Tia sáng biến hình từ Doraemon để trở lại hình dạng ban đầu nhưng không thành. Khi đó cả hai biết được người lạ mặt đó là Marimba, nữ thợ săn tiền thưởng đến từ thế kỷ 22, thì bị cô trách móc vì làm hỏng kế hoạch của mình. Marimba cho biết cảnh sát thời gian đang truy bắt tiến sĩ Ray là người làm nên cái gọi là Paradapia với mục đích xấu nhưng hắn đã lợi dụng sự bảo mật của nó mà trốn thoát. Cô được bố mẹ Hanna nhờ đi tìm và cứu cô bé và phát hiện Hanna đang ở trong Paradapia do bị ba hiền triết dụ dỗ nên mới có thể xâm nhập được. Hanna cho Doraemon và Nobita thấy huy hiệu chứng nhận cư dân Paradapia hoàn chỉnh của cô chỉ là ngụy trang để qua mắt ba vị hiền triết. Đồng thờ cô cùng Marimba tiết lộ bí mật của chúng thực chất chính là áp kế và nó sẽ chuyển đổi từ trăng khuyết sang trăng tròn khi người đeo nghe lời răm rắp ba hiền triết để từ đó làm nên Ánh sáng thao túng con người. Mọi người trở về phòng của mình như chưa có chuyện gì xảy ra.
Đêm hôm sau, Doraemon, Nobita và Marimba quyết định rời khỏi Paradapia nên cả hai qua đánh thức Shizuka, Jaian và Suneo đi theo mình nhưng không thành do họ đã bị tẩy não. Cả ba quay trở ra Tàu bay thời gian Zeppelin và phát hiện nó không được sửa chữa như Sonya nói. Họ tiến hành sửa lại tàu bay trong khi dùng Máy hút tiếng ồn để không phát ra tiếng ồn khi sửa chữa, nhưng khi tàu bay sắp được sửa xong thì cả nhóm bị phát hiện do Nobita làm ngã ống lon đựng tiếng ồn. Tuy vậy, cả ba kịp thời mở cánh cổng thời gian để đi đến tương lai nhưng bị Sonya cùng đội tuần tra đuổi theo bắt lại đưa về Paradapia rồi đưa vào trong phòng nghiên cứu. Doraemon và Nobita biết được ý định hút năng lượng từ Vũ trụ vào ban đêm và năng lượng từ các huy hiệu cư dân để kích hoạt cỗ máy biến loài người trở nên không có cảm xúc như cư dân Paradapia, trong đó Nobita lại là điểm quan trọng nhất. Paradapia liền xuyên không đến thời điểm của nhóm bạn đang sống. Ba vị hiền triết dùng năng lượng mặt trăng để kích huy hiệu lên mức tối đa tẩy não cậu, kích hoạt cỗ máy rồi yêu cầu cậu biến Doraemon thành bọ. Nobita dù mất hết lý trí nhưng không thực hiện nên bọn hiền triết ép Sonya phải ra tay. Nobita kháng cự lại do huy hiệu của cậu bị nứt vỡ nên chúng yêu cầu Shizuka, Jaian và Suneo cho cậu chung số phận như Doraemon. Sau một hồi thuyết phục, cả ba người bạn dần lấy lại cảm xúc và lý trí khiến các huy hiệu của họ cũng bị nứt vỡ. Bọn hiền triết hiện nguyên hình là những robot do tiến sĩ Ray điều khiển. Hắn tuyên bố sẽ khiến loài người phải nghe răm rắp bằng phát minh và cái gọi là "Kế hoạch Paradapia toàn cầu" của hắn. Nhận thức lại lời thức tỉnh từ Doraemon và Nobita, Sonya cùng nhóm bạn chống lại tiến sĩ Ray, Marimba phá hỏng nguồn ánh sáng thu thập từ năng lượng vũ trụ. Biết kế hoạch của mình thất bại, tiến sĩ Ray cho phá hủy Paradapia rồi tẩu thoát trước khi Marimba kịp bắt hắn. Paradapia dần sụp đổ rồi rơi xuống mặt đất.
Nhóm Nobita lập tức di tản toàn bộ cư dân lên Tàu bay thời gian Zeppelin để rời khỏi Paradapia rồi tàu bay hạ cánh ngay ngọn núi sau trường học do hết năng lượng. Còn Sonya cố gắng thu nhỏ Paradapia để giảm thiểu thiệt hại sẽ xảy ra khi nó rơi xuống thành phố và nổ tung. Sau khi di tản cư dân an toàn, nhóm bạn liền thấy cánh cổng thời gian mở ra trên trời rồi một chiếc Tàu bay thời gian Zeppelin khác đang cất cánh từ ngọn núi. Nobita nhận ra mình đã về ngay đúng thời điểm xuất phát nên đã hối hả tìm Doraemon đã bị biến thành bọ để biến cậu và Marimba trở lại bình thường. Nhóm bạn Doraemon hỗ trợ Sonya thu nhỏ và kéo Paradapia lên nhưng không khả thi do sức nặng của bản thân nó. Nobita chợt nhớ đến Túi rác không gian 4 chiều mà Doraemon sử dụng để bỏ một số bảo bối không còn sử dụng được nữa nên cả nhóm quyết định phóng to túi rác đó để nhét Parapadia vào. Tuy nhét vào thành công nhưng vẫn không thể tránh khỏi một vụ nổ do túi rác gây ra. Sonya quyết định bắn hạ hết Chong chóng tre của nhóm Doraemon và một mình đưa túi rác có chứa Paradapia lên trên cao rồi bị nổ tung luôn cùng túi rác đó. Còn tiến sĩ Ray thì bị cảnh sát thời gian bắt ngay trong đường hầm thời gian sau khi nhận tin báo từ Marimba.
Vài ngày sau, Marimba trở lại tìm nhóm Doraemon thông báo đã bắt được tiến sĩ Ray. Một lúc sau, bộ nhớ của Sonya từ trên trời rơi xuống trước mặt nhóm bạn. Doraemon đem bộ nhớ về thế kỷ 22 và may mắn là Sonya vẫn còn được tái tạo lại trong cơ thể mới nhờ bộ nhớ của cậu vẫn còn nguyên.

## Lồng tiếng
| Nhân vật                                          | Diễn viên lồng tiếng | Diễn viên lồng tiếng  |
| Nhân vật                                          | Tiếng Nhật           | Tiếng Việt            |
| ------------------------------------------------- | -------------------- | --------------------- |
| Doraemon                                          | Mizuta Wasabi        | Nguyễn Thụy Thùy Tiên |
| Nobita                                            | Ōhara Megumi         | Đặng Hoàng Khuyết     |
| Shizuka                                           | Kakazu Yumi          | Phan Hoài Thương      |
| Suneo                                             | Seki Tomokazu        | Thái Văn Minh Vũ      |
| Jaian                                             | Kimura Subaru        | Huỳnh Thiện Trung     |
| Mẹ Nobita                                         | Mitsuishi Kotono     | Nguyễn Vũ Minh Chuyên |
| Hanna                                             | Minase Inori         | Nguyễn Vũ Minh Chuyên |
| Ba Nobita                                         | Matsumoto Yasunori   | Tạ Bá Nghị            |
| Tiến sĩ Ray                                       | Nakao Ryusei         | Tạ Bá Nghị            |
| Dekisugi                                          | Hagino Shihoko       | Nguyễn Quang Tuyên    |
| Thầy giáo                                         | Takagi Wataru        | Trần Vũ               |
| Poli                                              | Ishii Kouji          | Trần Vũ               |
| Sonya                                             | Nagase Ren           | Nguyễn Anh Tuấn       |
| Marimba                                           | Inoue Marina         | Võ Huyền Chi          |
| Nhân viên giao hàng (Cửa hàng bách hóa tương lai) | Yamasato Ryōta       | Hồ Tiến Đạt           |
| Giáo viên tại một trường học ở Paradapia          | Fujimoto Miki        | Cao Thụy Thanh Hồng   |
| Culti                                             | Murase Ayumu         | Cao Thụy Thanh Hồng   |
| Nông dân trong trang trại ở Paradapia             | Matsumaru Kotaro     | Khánh Hoàng           |
| Nông dân trong trang trại ở Paradapia             | Fukada Ai            | Hoàng Trí             |
| Sci                                               | Sonozaki Mie         | Lê Vũ Kim Ngọc        |

## Âm nhạc

### Bài hát chủ đề
Ca khúc chủ đề phim là "Paradise" do NiziU trình bày, sản xuất bởi 3RACHA từ nhóm nhạc Stray Kids.

### Nhạc phim
Danh sách nhạc phim được phát hành vào ngày 3 tháng 1 năm 2023 với tựa đề Doraemon the Movie: Nobita's Sky Utopia Original Soundtrack (「映画ドラえもん のび太と空の理想郷理想郷」オリジナル・サウンドトラック). Bao gồm 38 bài hát.
Tất cả nhạc phẩm được soạn bởi Hattori Takayuki.
| Doraemon the Movie: Nobita's Sky Utopia Original Soundtrack | Doraemon the Movie: Nobita's Sky Utopia Original Soundtrack | Doraemon the Movie: Nobita's Sky Utopia Original Soundtrack |
| STT                                                         | Nhan đề                                                     | Thời lượng                                                  |
| ----------------------------------------------------------- | ----------------------------------------------------------- | ----------------------------------------------------------- |
| 1.                                                          | "闇の中で"                                                  | 01:53                                                       |
| 2.                                                          | "伝説の理想郷"                                              | 00:35                                                       |
| 3.                                                          | "僕はのび太"                                                | 01:25                                                       |
| 4.                                                          | "いつもの僕ら"                                              | 01:55                                                       |
| 5.                                                          | "理想郷は空にあり"                                          | 01:39                                                       |
| 6.                                                          | "空の旅はいかが？"                                          | 02:46                                                       |
| 7.                                                          | "タイムツェッペリン登場！"                                  | 03:36                                                       |
| 8.                                                          | "発進！大空の大冒険へ"                                      | 02:23                                                       |
| 9.                                                          | "自由な空を翔けて"                                          | 02:51                                                       |
| 10.                                                         | "現れるもう一つの月"                                        | 03:31                                                       |
| 11.                                                         | "光り輝く空中都市"                                          | 02:21                                                       |
| 12.                                                         | "理想の暮らし"                                              | 02:32                                                       |
| 13.                                                         | "素晴らしき三賢人"                                          | 03:14                                                       |
| 14.                                                         | "パーフェクト学園生活"                                      | 02:24                                                       |
| 15.                                                         | "バリアの外に日は落ちて"                                    | 01:49                                                       |
| 16.                                                         | "影、夜空に舞う"                                            | 00:49                                                       |
| 17.                                                         | "パーフェクトにはまだ早い"                                  | 00:37                                                       |
| 18.                                                         | "置いてけぼりの地の底で"                                    | 01:10                                                       |
| 19.                                                         | "花咲く笑顔"                                                | 01:22                                                       |
| 20.                                                         | "月下の戦い"                                                | 01:50                                                       |
| 21.                                                         | "はるかな時空を越えて"                                      | 01:23                                                       |
| 22.                                                         | "悪者は誰？"                                                | 02:58                                                       |
| 23.                                                         | "パラダピアの真実"                                          | 01:43                                                       |
| 24.                                                         | "偽りの理想"                                                | 02:44                                                       |
| 25.                                                         | "ゆらめく陰謀"                                              | 00:27                                                       |
| 26.                                                         | "海底から脱出せよ！"                                        | 01:30                                                       |
| 27.                                                         | "追う者、追われる者"                                        | 03:02                                                       |
| 28.                                                         | "心"                                                        | 01:03                                                       |
| 29.                                                         | "恐ろしき野望"                                              | 04:25                                                       |
| 30.                                                         | "僕の大事な..."                                             | 01:23                                                       |
| 31.                                                         | "理想郷なんて要らない！"                                    | 03:12                                                       |
| 32.                                                         | "博士の孤独"                                                | 00:46                                                       |
| 33.                                                         | "落ちゆくパラダピア"                                        | 03:03                                                       |
| 34.                                                         | "再会"                                                      | 01:28                                                       |
| 35.                                                         | "僕らの街を救え！"                                          | 01:49                                                       |
| 36.                                                         | "ソーニャ"                                                  | 01:37                                                       |
| 37.                                                         | "帰ってきた僕ら"                                            | 01:18                                                       |
| 38.                                                         | "やっぱり、僕はのび太！"                                    | 01:18                                                       |
| Tổng thời lượng:                                            | Tổng thời lượng:                                            | 01:15:13                                                    |

## Phát hành
Bộ phim ra mắt trên các rạp chiếu phim vào ngày 3 tháng 3, 2023 ở Nhật Bản. Nhà phân phối phim Lotte Cinema phát hành phim tại Việt Nam vào ngày 26 tháng 5, 2023. Phim phát hành ở Trung Quốc vào ngày 1 tháng 6, 2023, và ở Đài Loan vào ngày 21 tháng 7, 2023. Odex phát hành phim ở Malaysia và Singapore vào ngày 27 tháng 7, 2023. Odex cũng phát hành phim ở Myanmar vào ngày 18 tháng 8, 2023.

## Doanh thu phòng vé
Theo Box Office Mojo, bộ phim đã thu về 37.475.850$ trên toàn cầu. Tại Việt Nam, bộ phim đã thu về 84.146.074.404 đồng tính đến ngày 7 tháng 6 năm 2023.
| Tuần thứ | Thứ hạng | Tổng doanh thu cả tuần                     | Tổng doanh thu cho đến cuối tuần hiện tại     | Nguồn  |
| -------- | -------- | ------------------------------------------ | --------------------------------------------- | ------ |
| 1        | 1        | 663 triệu yên Nhật (4,87 triệu đô la Mỹ)   | 663 triệu yên Nhật (4,87 triệu đô la Mỹ)      | [ 19 ] |
| 2        | 1        | 468.105.440 yên Nhật (3,51 triệu đô la Mỹ) | 1.248.995.240 yên Nhật (9,36 triệu đô la Mỹ)  | [ 20 ] |
| 3        | 3        | 411.745.170 yên Nhật (3,13 triệu đô la Mỹ) | 1.780.000.460 yên Nhật (13,53 triệu đô la Mỹ) | [ 21 ] |
| 4        | 1        | 392.306.080 yên Nhật (2,99 triệu đô la Mỹ) | 2.548.879.730 yên Nhật (19,47 triệu đô la Mỹ) | [ 22 ] |
| 5        | 1        | 326.477.110 yên Nhật (2,45 triệu đô la Mỹ) | 3.296.199.600 yên Nhật (24,8 triệu đô la Mỹ)  | [ 23 ] |
| 6        | 1        | 203,844,380 yên Nhật (1,52 triệu đô la Mỹ) | 3.834.595.860 yên Nhật (28,74 triệu đô la Mỹ) | [ 24 ] |
| 7        | 2        | 126.889.990 yên Nhật (943.200 đô la Mỹ)    | 4.004.713.650 yên Nhật (29,76 triệu đô la Mỹ) | [ 25 ] |
| 8        | 4        | 65.685.000 yên Nhật (489.100 đô la Mỹ)     | 4.083.039.050 yên Nhật (30,40 triệu đô la Mỹ) | [ 26 ] |